# Gianfrancesco Malfatti

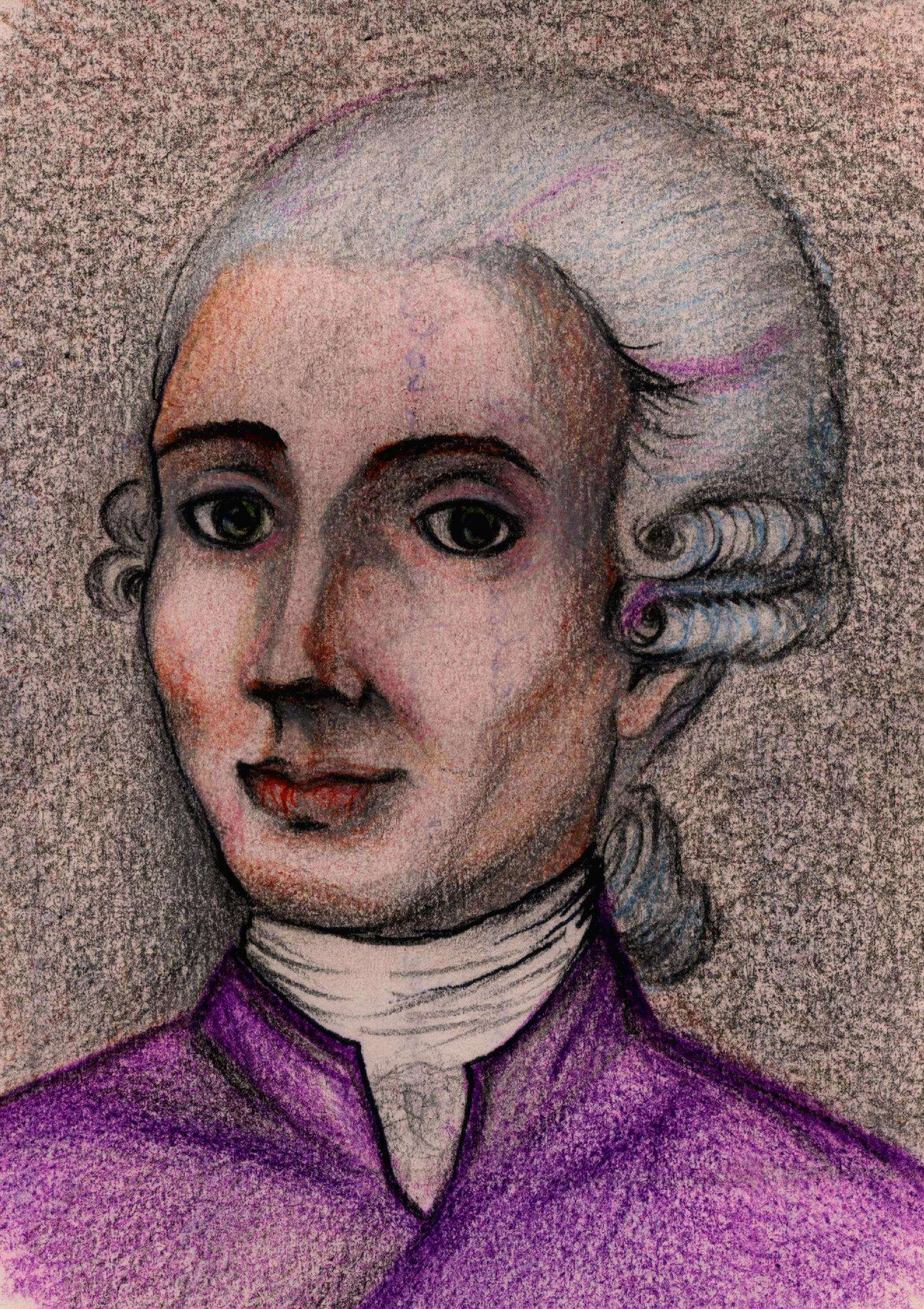

Gianfrancesco Malfatti of ook Gian Francesco Malfetti (Ala bij Trento, Italië, 26 september 1731 - Ferrara, 9 oktober 1807) was een Italiaanse wiskundige.
Zijn lagere schoolopleiding deed hij in Trento, waarna hij vervolgens bij het College van de Jezuïeten in Verona verder werd opgeleid. Malfatti volgde universitair onderwijs aan het College van San Francesco Saverio in Bologna. Een van zijn leermeesters was Vincenzo Riccati. Na zijn afstuderen in 1754 accepteerde hij een baan als bibilothecaris bij de Markies Cristino Bevilacqua. Hij verhuisde naar Ferrara, de stad waar hij de rest van zijn leven bleef wonen. 
Nadat hij een zekere nationale bekendheid had verkregen naar aanleiding van een studie naar de oplossing voor algebraïsche vergelijkingen, werd hij in 1771 hoogleraar in de wiskunde en hydrostatica aan de Universiteit van Ferrara, waar hij ongeveer dertig jaar les gaf in algebra, analyse, meetkunde en mechanica. 
Een bepaalde geometrische constructie, de Cirkels van Malfatti, is naar hem genoemd.

## Werken van Malfatti

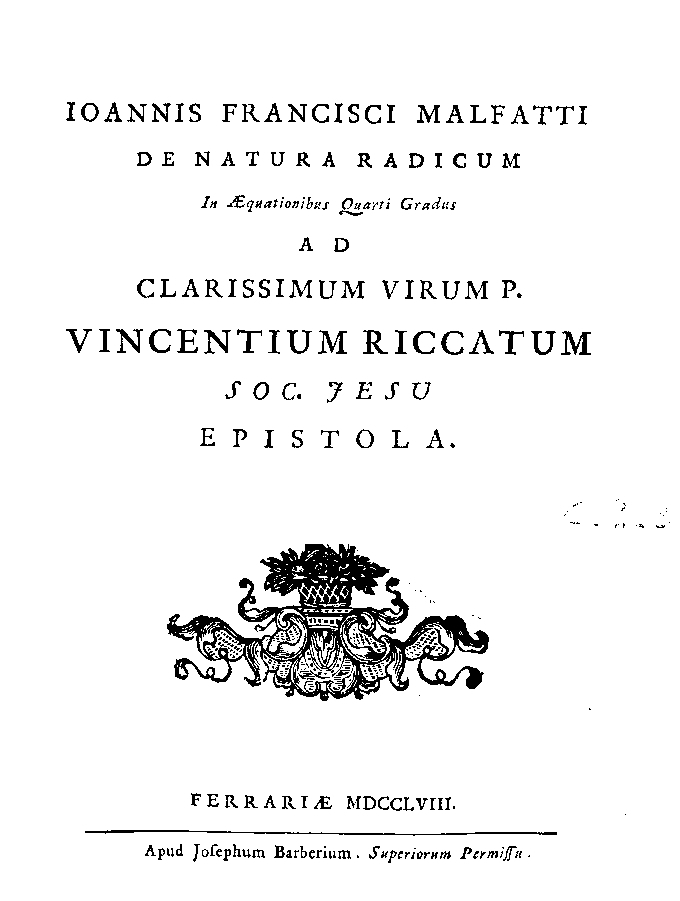
De natura radicum in aequationibus quarti gradus, 1758

- "De aequationibus quadrato-cubicis dissertation analitica". Atti dell'Accademia delle Scienze di Siena, t. 4 (1771) pp. 129-185. "Analytische uiteenzetting over tweede- en derdegraadsvergelijkingen " - Deze uiteenzetting is ook opgenomen in "Gianfrancesco Malfatti, Opere, volume I, Roma, Edizioni Cremonese, 1981, pp. 33–91.